# Flugplatz Marakei

i7
i11
i13
Der Flugplatz Marakei (IATA-Code: MZK, ICAO-Code: NGMK) liegt an der Nordspitze des Marakei-Atolls der Gilbertinseln, nahe dem Ort Rawannawi. Er wird von Air Kiribati zweimal wöchentlich vom Flughafen Bonriki aus angeflogen.

## Flugverbindungen
- Air Kiribati (Tarawa)